# Roxita adspersella
Roxita adspersella är en fjärilsart som beskrevs av Pieter Cornelius Tobias Snellen 1893. Roxita adspersella ingår i släktet Roxita och familjen Crambidae. Inga underarter finns listade i Catalogue of Life.